# جون باتيست
جون باتيست (بالإنجليزية: Jon Batiste) هو عازف جاز وعازف بيانو ومغني أمريكي، ولد في 11 نوفمبر 1986 في كينير في الولايات المتحدة.

## وصلات خارجية
- جون باتيست على موقع IMDb (الإنجليزية)
- جون باتيست على موقع ألو سيني (الفرنسية)
- جون باتيست على موقع ميوزك برينز (الإنجليزية)
- جون باتيست على موقع أول ميوزيك (الإنجليزية)
- جون باتيست على موقع ديسكوغز (الإنجليزية)
- جون باتيست على موقع قاعدة بيانات الفيلم (الإنجليزية)